# Allel
Allel – jedna z wersji genu.
Allel najczęściej występuje w określonym locus na danym chromosomie homologicznym, jednak pojęcie to odnosi się także do genomu cytoplazmatycznego oraz prokariotycznego. Allele tego samego genu różnią się jednym lub kilkoma nukleotydami. Istnienie więcej niż jednej wersji danego genu określa się jako polimorfizm. Dzięki zdegenerowaniu kodu genetycznego tylko część tych różnic przekłada się na różnice w budowie kodowanych białek. Powoduje to zróżnicowanie właściwości cząsteczek białka kodowanego przez różne allele tego samego genu.

## Model Mendla
W uproszczonym modelu genetyki mendlowskiej przyjmuje się, że allele mogą być dominujące (oznaczane zwyczajowo wielką literą, np. A) lub recesywne (oznaczane małą literą, np. a). Cechy te dotyczą organizmów diploidalnych i wiążą się ze zdublowaniem materiału genetycznego w postaci par chromosomów homologicznych. W chromosomach tworzących taką parę (najczęściej dziedziczonych osobno od przodka męskiego i żeńskiego, przykładowo od matki i ojca) może być obecny zarówno allel dominujący (A), jak i recesywny (a). Prowadzi to do trzech możliwych kombinacji:
- a a (homozygota recesywna)
- A a (heterozygota)
- A A (homozygota dominująca)

Recesywność polega na tym, że cecha kodowana przez allel a ujawni się tylko w pierwszym z wymienionych przypadków, a zatem przy genotypie a a (homozygota recesywna). W pozostałych przypadkach ekspresji podlegał będzie jedynie dominujący allel A, zatem w fenotypie nie ujawnią się cechy związane z ewentualną obecnością allelu a (brak różnicy między heterozygotą a homozygotą dominującą na poziomie fenotypu).

### Cechy sprzężone z płcią
Na gruncie modelu Mendla dają się wyjaśnić tak zwane cechy sprzężone z płcią, w tym choroby sprzężone z płcią, jak na przykład nieprawidłowe rozróżnianie kolorów (daltonizm). Cechy te są spowodowane obecnością rzadko spotykanych, recesywnych alleli na chromosomie X. Ponieważ u mężczyzn jest tylko jeden taki chromosom, obecność allelu recesywnego przekłada się na wystąpienie określonej cechy (lub choroby) w fenotypie. U kobiet natomiast są dwa chromosomy X, zatem określona cecha wystąpi jedynie wówczas, gdy na każdym z nich obecny będzie rzadko spotykany allel recesywny. Jeśli prawdopodobieństwo trafienia na taki allel w populacji wynosi 1/100, to związana z nim cecha ujawni się średnio u jednego na stu mężczyzn oraz u jednej na 10000 kobiet.

## Odstępstwa od praw Mendla
Allele mogą też być kodominujące, jak to jest w przypadku grup krwi z układu AB0. Przyjęto, że allele jednego genu oznacza się różnymi wariantami tej samej litery. W puli genowej populacji na ogół występuje wiele alleli tego samego genu, przy czym allele te mogą mieć różny porządek recesji, dominacji lub kodominacji. Mendel przypisywał jednej cesze jeden allel, tymczasem większość cech jest warunkowana przez wiele alleli.

## Nazewnictwo w mediach i literaturze popularnonaukowej
Komunikaty medialne o odkryciu genu określonej choroby często zawierają pojęcie gen zamiast allel. W istocie doniesienia te dotyczą nie tyle rozpoznania funkcji jakiegoś genu, lecz odkrycia jego allelu, którego obecność i ekspresja odpowiada za określoną chorobę.